# Вход в атмосферу
Вход в атмосферу в космической технике обозначает фазу входа космического аппарата в атмосферу. Из-за аэродинамического сопротивления внешней газовой среды оболочка аппарата, движущегося на большой скорости, нагревается до значительных температур. Если объект должен выдержать вход в атмосферу, ему необходима тепловая, как правило абляционная, защита.
Термин используется не только для пилотируемых летательных объектов, но и для космических зондов, боеголовок межконтинентальных ракет, капсул с пробами, а также для объектов, которые могут или должны сгореть, например, израсходованные ракетные ступени или отслужившие срок спутники. Понятие не применяется для объектов, которые достигли лишь незначительной части орбитальной скорости, и поэтому термическая нагрузка остаётся небольшой.
Сход с орбиты начинается с включения тормозных двигателей. Американский космический челнок, например, для тормозного импульса (deorbit burn) включает маломощные двигатели системы орбитального маневрирования примерно на три минуты. Уменьшение скорости всего на 1 % (примерно 90 м/с) позволяет войти в атмосферу по эллиптической траектории на противоположной стороне Земли. Форма и угол атаки ракетоплана вызывают подъёмную силу, которая задерживает спуск в плотные слои атмосферы и, таким образом, растягивает диссипацию энергии во времени.

## Этапы входа в атмосферу Земли

### Вход крупного неспасаемого космического аппарата
- 140 км — давление набегающего воздуха составляет 0,25 Па (0,0000025 атмосфер)[1];
- 122 км — первые заметные признаки аэродинамического воздействия атмосферы на космический аппарат[2];
- 100—110 км — начало обгорания выступающих деталей (антенн и солнечных батарей);
- 80—90 км — разрушение и разделение объекта на крупные обломки;
- 40—80 км — максимальная ионизация и нагрев воздуха от адиабатического сжатия;
- 60—70 км — максимум разрушения с разделением крупных частей на мелкие фрагменты;
- 40—50 км — окончание фрагментации и дальнейшее падение несгоревших обломков на поверхность Земли.[3][4]

### Вход небольшого неспасаемого аппарата
Небольшие и тонкоконструкционные спутники начинают разрушаться раньше и могут полностью сгореть с рассеиванием пылевых остатков в атмосфере.

## Области применения

### Возвращение на Землю
В пилотируемой космонавтике вход в атмосферу неизбежен при возвращении спускаемых аппаратов многоразовых транспортных систем (Спейс шаттл, Буран), а также космических кораблей (Союз, Аполлон, Шэньчжоу, Dragon SpaceX), которые должны преодолеть вход в атмосферу без катастрофических повреждений, не ставя под угрозу жизнь космонавтов.
Каждый старт многоступенчатой ракеты приводит к тому, что отработавшие ступени входят в атмосферу и частично/полностью сгорают.
Вышедшие из эксплуатации низкоорбитальные спутники также намеренно уводят с орбиты, после чего они сгорают (полностью или частично). При плановом сведении траектория входа выбирается таким образом, чтобы несгоревшие крупные фрагменты упали в океан (в район, известный как Кладбище космических кораблей) или необитаемые районы суши. Известный пример — затопление российской космической станции Мир.

### Свод с орбиты
В 1971 году первая в мире орбитальная станция Салют-1 была преднамеренно сведена с орбиты в Тихий океан, вслед за аварией Союз-11. Салют-6 и Мир также были контролируемо спущены с орбиты.